# Télévision au pays de Galles

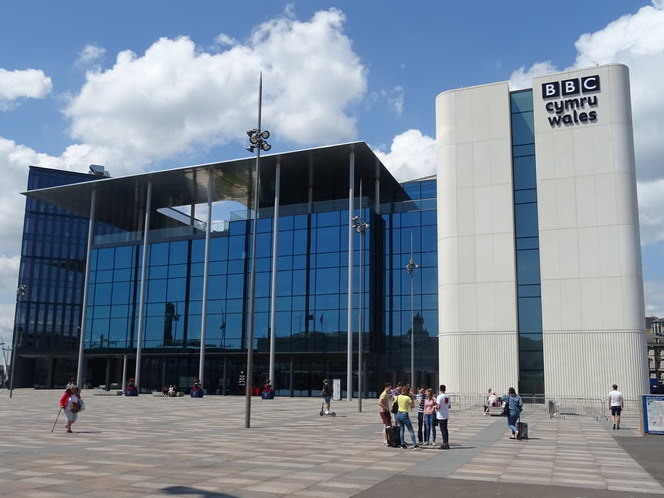
Le siège de BBC Cymru Wales à Cardiff.

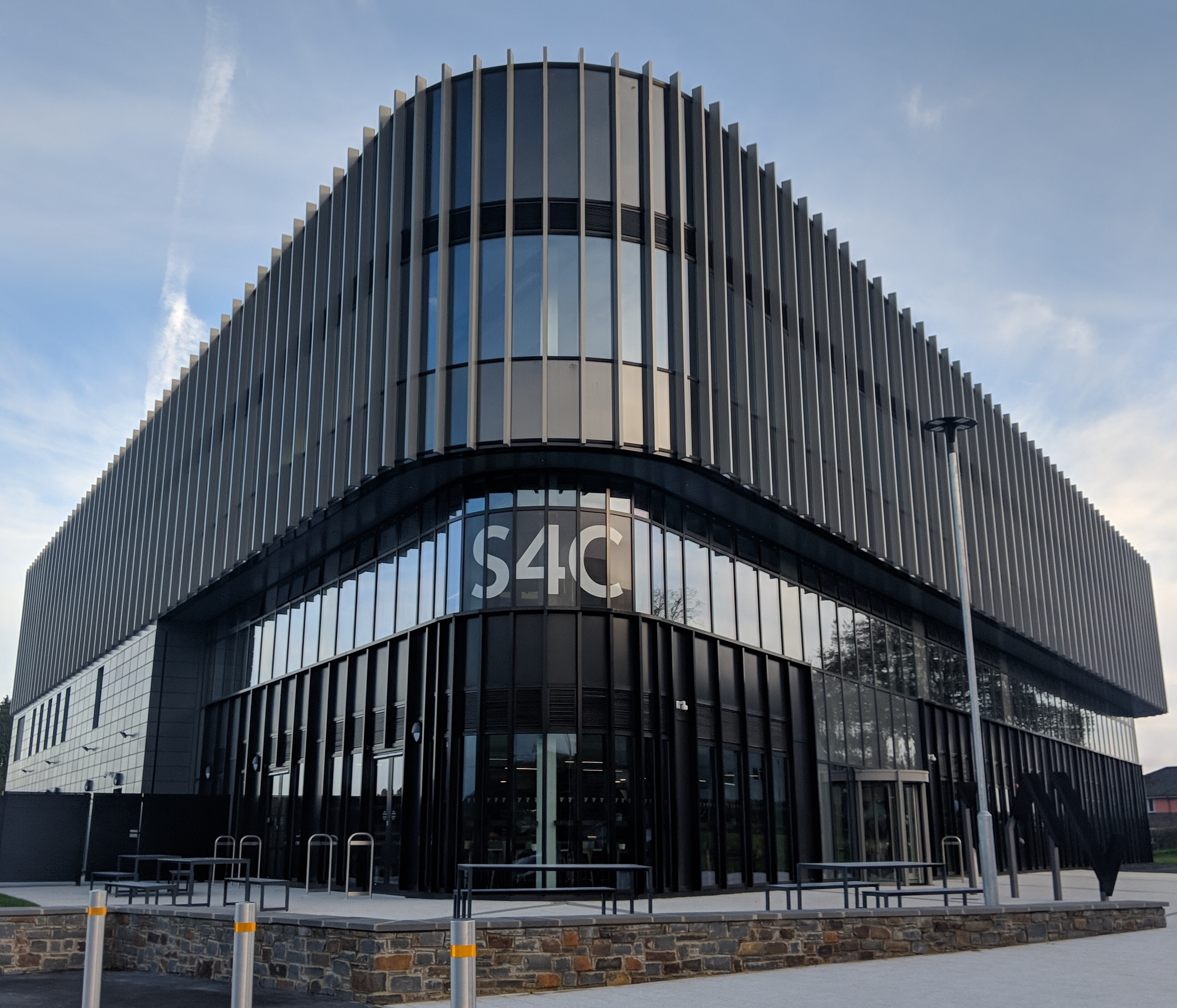
Le siège de S4C à Carmarthen.

La télévision au pays de Galles fait partie de la télévision au Royaume-Uni, avec quelques spécificités régionales comme l'existence de chaînes et d'émissions en gallois.
Les principales chaînes galloises sont les deux chaînes de la BBC, BBC One Wales (en) et BBC Two Wales (en), la chaîne privée ITV Cymru Wales (en) du réseau ITV et la chaîne publique S4C, entièrement en gallois.
Plusieurs programmes produits au pays de Galles ont rencontré le succès, comme le soap opera Pobol y Cwm, diffusé sans interruption depuis 1974, ou la série biographique de 1981 The Life and Times of David Lloyd George. C'est aussi la branche galloise de la BBC qui est à l'origine du retour de la série Doctor Who en 2005.

## Histoire

### Origines
L'histoire de la télévision au Royaume-Uni commence en 1936 avec les premiers programmes diffusés par la BBC, mais ce n'est qu'en août 1952 que le pays de Galles commence à les recevoir, lorsque l'émetteur de Wenvoe (en), à une dizaine de kilomètres au sud-ouest de Cardiff, entre en fonctionnement. Les programmes sont alors exclusivement en anglais, mais le responsable de la branche galloise de la BBC, Alun Oldfield-Davies (en), s'arrange pour diffuser parfois des émissions en gallois à la place de la mire.

### ITV
Le réseau commercial régional Television Wales and the West (en) (TWW) commence à émettre en janvier 1958 dans le pays de Galles méridional et le sud-ouest de l'Angleterre, mais ses émissions en gallois se limitent à une heure par semaine produite par Granada à Manchester. Le nord et l'ouest du pays de Galles sont couverts à partir de 1962 par le réseau Teledu Cymru (en), mis sur pied par des nationalistes gallois, mais il ne parvient pas à être rentable et disparaît dès 1964 pour être repris par TWW.
La licence de diffusion passe en 1968 à Harlech Television, baptisée par la suite ITV Wales & West. Elle est scindée en 2013 et le pays de Galles possède depuis sa propre chaîne, ITV Cymru Wales (en).

### BBC Cymru Wales
La BBC inaugure sa branche dédiée au pays de Galles, BBC Cymru Wales, le 9 février 1964. Elle offre alors 12 heures de programmes par semaine, cinq en anglais et sept en gallois. La télévision en couleur fait son apparition en 1970. Durant cette décennie, le taux d'équipement en téléviseurs des foyers gallois passe de 60 % en 1960 à 92 % en 1969.

### S4C
Dans les années 1970, la création d'une chaîne de télévision entièrement en gallois fait partie des revendications des nationalistes gallois et le Parti conservateur s'y engage dans son programme. Après leur victoire aux élections générales britanniques de 1979, les conservateurs, par l'entremise du nouveau secrétaire d'État à l'Intérieur William Whitelaw, reviennent sur cette promesse. Gwynfor Evans, ancien président du Plaid Cymru, menace alors d'entamer une grève de la faim et une campagne de boycott de la redevance audiovisuelle démarre. Le gouvernement Thatcher doit faire machine arrière.
La chaîne S4C (Sianel Pedwar Cymru) est lancée le 1er novembre 1982. Elle diffuse alors 22 heures sur 24 des programmes en gallois produits par la BBC, HTV et d'autres producteurs indépendants.